# Aarne Salovaara
Aarne Ihamo Salovaara, nato Arne Ihamo Nylenius (Kotka, 25 dicembre 1887 – Kotka, 11 settembre 1945), è stato un ginnasta e giavellottista finlandese.

## Palmarès

### Olimpiadi
- 2 medaglie:
  - 1 argento (Stoccolma 1912 nel concorso libero a squadre)
  - 1 bronzo (Londra 1908 nel concorso a squadre)